# SdKfz 247装甲车
第247号特种车辆（德语：Sonderkraftfahrzeug 247，简称：Sd.Kfz. 247），又称重型全地形装甲车（Schwerer Geländegängiger Gepanzerter Personenkraftwagen），是纳粹德国在二战期间生产并使用的一款装甲指挥车。共有两种型号，各自设计完全不同。

## 设计特点

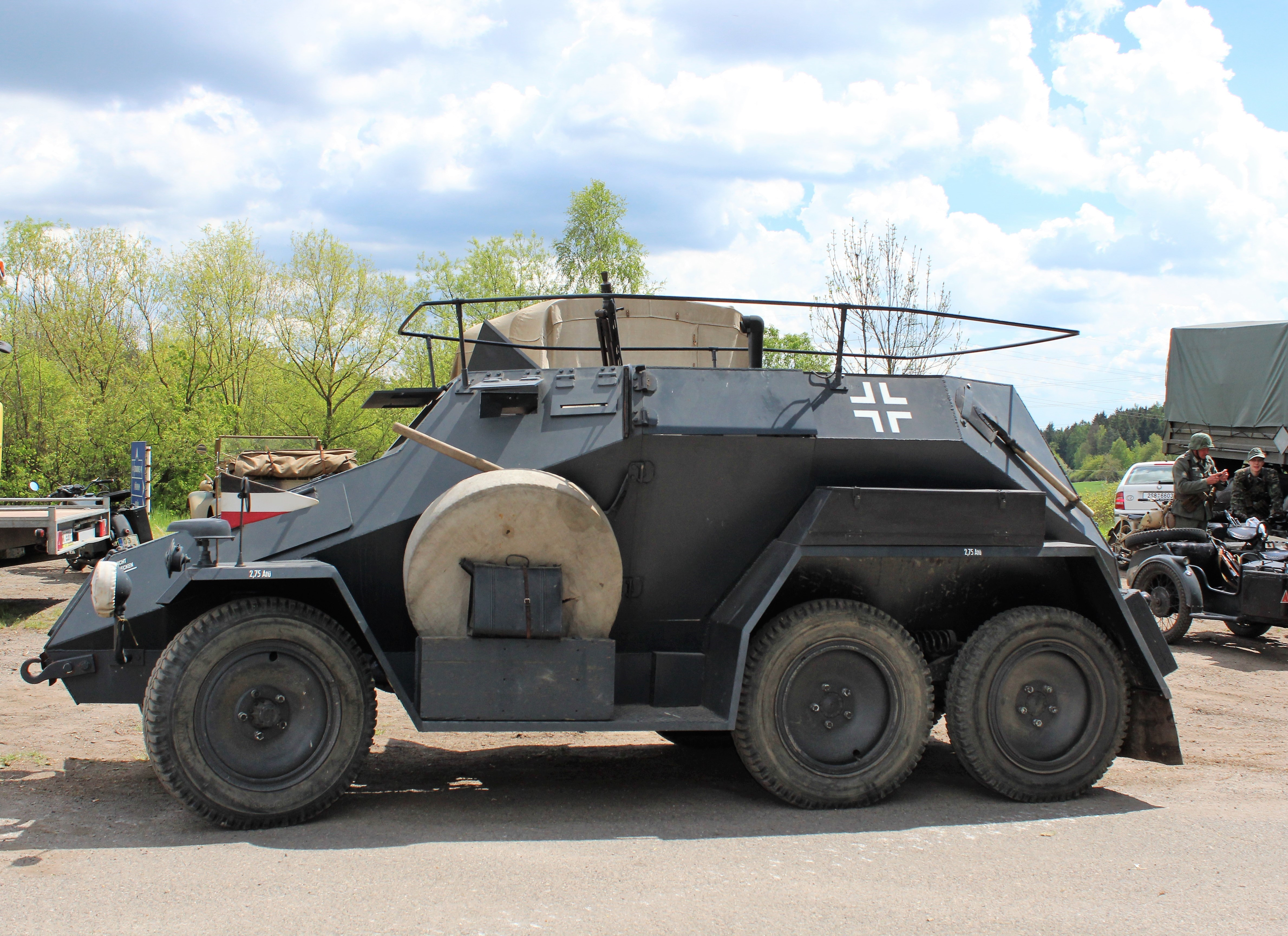
Sd.Kfz. 247 A型

Sd.Kfz. 247采用轮式底盘，车顶为开放式，车体有装甲覆盖。 设计目的是为了摩托化侦察部队的指挥官使用。

### A型
1937年，克虏伯基于它的6轮L 2 H 143卡车底盘制造了10辆A型，使用克虏伯M 305水平对置引擎。但因为底盘的原因，A型的越野能力有限。没有安装无线电，没有武装。

### B型
1941年至1942年戴姆勒-奔驰基于4轮重型全地形车底盘制造了58辆B型。使用霍希3.5引擎。车体上部有8个观察口，车门在车体侧面。部分车辆在侧部附加了装甲，加装了电台和机枪支架。

### 书目
- Chamberlain, Peter; Doyle, Hilary L.; Jentz, Thomas L.  Revised. London: Arms and Armour Press. 1993 [1978]. ISBN 1-85409-214-6.
- Jentz, Thomas L. . Panzer Tracts No. 13. Boyds, Maryland: Panzer Tracts. 2001. ISBN 0-9708407-4-8.